# Alain du Noday
Alain Marie Hubert Antoine Jean Roland du Noday OP (* 3. November 1899 in Saint-Servant, Département Morbihan, Frankreich; † 14. Dezember 1985) war ein französischer Ordensgeistlicher und römisch-katholischer Bischof von Porto Nacional in Brasilien.

## Leben
Alain du Noday trat der Ordensgemeinschaft der Dominikaner bei und empfing am 4. August 1928 das Sakrament der Priesterweihe.
Am 21. März 1936 ernannte ihn Papst Pius XI. zum Bischof von Porto Nacional. Der Apostolische Nuntius in Brasilien, Erzbischof Benedetto Aloisi Masella, spendete ihm am 1. Mai desselben Jahres die Bischofsweihe; Mitkonsekratoren waren der Erzbischof von Goiás, Emanuel Gomes de Oliveira SDB, und der Bischof von Uberaba, Antonio Colturato OFMCap.
Er nahm an den ersten beiden Sitzungsperioden des Zweiten Vatikanischen Konzils als Konzilsvater teil.
Papst Paul VI. nahm am 5. Mai 1976 seinen altersbedingten Rücktritt an.